# Ered Gorgoroth
Las Ered Gorgoroth, o «Montañas del Terror» en sindarin, son una cadena montañosa ficticia perteneciente al legendarium del escritor británico J. R. R. Tolkien. 
Se encontraban al norte del bosque de Neldoreth, cruzando las planicies de Dungortheb, al norte de la Tierra Media, en Beleriand. Era un sitio de terror y constante peligro, ya que tal como se nos describe en El Silmarillion, allí residió durante siglos la terrible Ungoliant, la araña gigante que ayudó al Vala Melkor a destruir los Dos Árboles Sagrados de los Valar. Tras huir de la región del Gran Eco, o Lammoth, en donde ocurrió su disputa por los Silmarils con Melkor, no se atrevió a internarse en los territorios del rey Thingol, ya que el poder de Melian la mantenía apartada. Por lo que se estableció en aquellas montañas, y el valle circundante (Dungortheb, o «Valle de la Muerte Terrible»). Desde las excavaciones de Angband moraban allí otras criaturas arácnidas. Ungoliant las devoró, acoplándose con ellas, y originando una progenie de seres inmundos, cuyo último vástago sería Ella-Laraña. Al igual que la mayor parte de Beleriand las montañas y el valle se hundieron tras la Guerra de la Cólera.
- Datos: Q2724753